# 小行星9319
小行星9319（英語：9319）是一颗围绕太阳公转的小行星。1988年9月14日，舒爾特·巴斯在托洛洛山发现了此天体。
这颗小行星的绝对星等为97.26928等。